# Плоская (Мишкинский район)
Плоская — упразднённая деревня в Мишкинском районе Курганской области России. Входила в состав Островнинского сельсовета. Исключена из учётных данных в 2007 году.

## География
Деревня находилась на западе Курганской области, в пределах юго-западной части Западно-Сибирской равнины, в лесостепной зоне, у болота Миткино, на расстоянии примерно 6,5 километров (по прямой) к северо-востоку от села Островное.

### Климат
Климат характеризуется как континентальный, с холодной продолжительной малоснежной зимой и тёплым сухим летом. Среднегодовая температура — 2,1 °C. Средняя максимальная температура воздуха самого тёплого месяца 23 — 26 °C. Безморозный период длится 115—119 дней. Годовое количество атмосферных осадков — 370—380 мм.

## История
До 1917 года входила в состав Мишкинской волости Челябинского уезда Оренбургской губернии. По данным на 1926 год железнодорожный деревня Плоское состояла из 16 хозяйств. В административном отношении входила в состав Гладышевского сельсовета Мишкинского района Челябинского округа Уральской области. В годы коллективизации в деревне организован колхоз «Красный партизан». Решением Курганского облисполкома № 407 от 16.07.1954 года деревня перечислена в Островский сельсовет. Решением облисполкома № 378 от 27.09.1965 года деревни Плоская и Большая Михайловка объеденины в одну деревню, с названием Плоская. Постановлением Курганской областной Думы от 28.03.2006 г № 1321 деревни Плоская исключена из административно-территориального деления Курганской области.

## Население
По данным переписи 1926 года в деревне проживал 81 человек (44 мужчины и 37 женщин), в том числе: русские составляли 100 % населения.
Согласно результатам Всероссийской переписи населения 2002 года, в деревне проживал 1 человек, в национальной структуре населения русские составляли 100 %.